# Oswaldo Hercelles Monterola
Oswaldo Hercelles Monterola (Ica, 27 de diciembre de 1873-Lima, 15 de diciembre de 1938) fue un médico y catedrático universitario peruano.

## Biografía
Cursó su educación primaria en el Colegio Santa Isabel de su ciudad natal y la secundaria en el Colegio Nacional Nuestra Señora de Guadalupe de Lima. Ingresó a la Universidad Nacional Mayor de San Marcos (1892) y luego a la Facultad de Medicina de San Fernando (1894).
En 1895, ingresó al Hospital Nacional Dos de Mayo para colaborar con el doctor Anselmo de los Ríos, encargado del laboratorio de dicho nosocomio. Ya desde antes de ingresar a la Facultad, el joven Hercelles mostró interés en la enfermedad de Carrión o verruga peruana, de cuyo estudio fuera precursor Daniel Alcides Carrión. En 1898, publicó sus primeras observaciones sobre la hematología de dicha enfermedad, lo que le valió el elogio de la Sociedad de Beneficencia Pública de Lima, que a la vez le encomendó ensayar la creación del primer laboratorio clínico integral. Al fallecer el doctor De los Ríos en 1900, pasó a ocupar la jefatura del nuevo laboratorio.
En 1900, se graduó de bachiller en Medicina con la tesis titulada Historia patológica de la verruga peruana, que recogía las últimas investigaciones y la suya propia sobre dicha enfermedad. Esta tesis mereció las felicitaciones del jurado y su publicación en la Crónica Médica, órgano de la Sociedad Médica Unión San Fernandina.
En 1901, instaló en el Hospital Dos de Mayo su nuevo laboratorio de Química, Hematología, Anatomía Patológica y Bacteriología, al que dotó después de un rico Museo Anatomo-Patológico, que alcanzaría renombre mundial. Su nombre ha estado desde entonces ligado a dicho laboratorio clínico, uno de los primeros del Perú y de la costa del Pacífico. En 1904, presentó los resultados estadísticos de más de 200 análisis clínicos realizados.
Con el laboratorio ya equipado adecuadamente, realizó el primer estudio sobre el Mal de Pinto, que se concretó en la tesis Pinta o cara, con la cual se graduó de doctor en Medicina.
En 1910 ganó por concurso la plaza de profesor de la Facultad de Medicina en el Departamento de Anatomía Patológica. Fue también profesor de Higiene en la Escuela Normal de Preceptores, así como consejero de José Matías Manzanilla en el asunto de accidentes de trabajo y de las incapacidades derivados de ellos.
Su laboratorio se convirtió en el centro de investigación sobre la bacteria desencadenante de la enfermedad de Carrión. Contó con el apoyo de los doctores Luis Aldana y Félix Torrealva, invitando también al doctor Richard Strong, de la Universidad de Harvard. Lograron finalmente cultivar la bacteria, denominada Bartonella bacilliformis. Ello permitió precisar cómo se incubaba la enfermedad y se reproducían sus bacterias en el torrente sanguíneo de los infectados. Ese fue el punto de partida para desarrollar un tratamiento efectivo del mal, que dejó así de ser una enfermedad mortal.
En 1919 la Academia Nacional de Medicina lo incorporó como miembro titular. También fue miembro de la Asociación Médica Daniel A. Carrión.

## Descendencia
Casado con Carmen García, tuvo cuatro hijos: María, Leonor, Emma y
Oswaldo; este último fue también médico y presidente de la Academia Nacional de Medicina, así como Presidente del Consejo de Ministros y Canciller de la República en el Primer Gobierno de Fernando Belaúnde Terry.

## Publicaciones
Fue autor de treinta trabajos científicos que fueron publicados tanto en revistas del Perú como de otros países. Algunos de ellos son los siguientes:
- Anatomía patológica de la verruga
- Histopatología de la verruga peruana
- La enfermedad de Carrión (1914)
- El bazo en la enfermedad de Carrión (1918)

## Homenajes
En el Hospital Nacional Dos de Mayo se le guarda permanente recuerdo por sus aportes a la Medicina. Ocho años después de su fallecimiento, se erigió un busto suyo en el Parque de la Medicina Peruana y se le puso su nombre al nuevo centro de investigación donde realizara su proeza en la lucha contra la verruga.